# Back Home (album)
Pour les articles homonymes, voir Back Home.
Albums de Eric Clapton
Me and Mr. Johnson
(2004) The Road to Escondido
(2006)
Back Home est un album d'Eric Clapton sorti en 2005.

## Présentation
Avec 12 chansons, 5 écrites par Eric Clapton avec l'aide de Simon Climie, Back Home comprend également Love Comes To Everyone de George Harrison, Love Don't Love Nobody des Spinners, une reprise de Stevie Wonder et Syreeta Wright I'm Going Left ainsi que des morceaux de Vince Gill et Doyle Bramhall II.
Produit par Eric Clapton et Simon Climie, qui ont composé ensemble le premier single Revolution une ballade reggae aux influences pop, Back Home fait appel à bon nombre d'artistes, ceux qui ont intensément travaillé avec Eric Clapton au fil des ans: (Steve Gadd, Nathan East, Andy Fairweather-Low, Doyle Bramhall II, Billy Preston et Simon Climie).
Parmi les guest stars : Steve Winwood, John Mayer, Robert Randolph, Chris Stainton, Stephen Marley, Abe Laboriel Jr., Pino Palladino et Toby Baker, avec des arrangements de cordes de Nick Ingman et une participation des Kick Horns.
Le titre Back Home est apparu au cours du processus de composition et d'enregistrement explique Clapton, « une des premières réflexions que j'ai eu sur moi-même a été au cours de Journeyman dans les années 1980. Cet album complète le cycle de ce processus qui me décrit comme un musicien itinérant et tel que je suis maintenant, avec une famille. C'est pourquoi j'ai choisi ce titre. Cela parle de rentrer à la maison et d'y rester » avant d'ajouter, en riant, « mais je serai de nouveau de sortie l'année prochaine pour jouer cette musique »[réf. nécessaire].

## Liste des titres
1. So Tired (Eric Clapton, Simon Climie)
2. Say What You Will (Eric Clapton, Simon Climie)
3. I'm Going Left (Stevie Wonder, Syreeta Wright)
4. Love Don't Love Nobody (Joseph Jefferson, Charles Simmons)
5. Revolution (Eric Clapton, Simon Climie)
6. Lost And Found (Doyle Bramhall II, Eric Clapton, Jeremy Stacey)
7. Heaven (Doyle Bramhall II, Susannah Melvoin, Mike Elizondo)
8. Love Comes To Everyone (George Harrison)
9. One Day (Vince Gill, Beverley Darnell)
10. One Track Mind (Eric Clapton, Simon Climie)
11. Run Home To Me (Eric Clapton, Simon Climie)
12. Back Home (Eric Clapton)

## Musiciens
- Eric Clapton - chant, guitare
- Vince Gill - guitare
- John Mayer - guitare
- Robert Randolph - guitare slide
- Nathan East - basse
- Pino Palladino - basse
- Billy Preston - claviers
- Chris Stainton - piano
- Steve Winwood - synthétiseur
- Steve Gadd - batterie
- Abe Laboriel Jr. - batterie
- Gavyn Wright - violon
- The Kick Horns - cuivres

## Charts

### Album
| Pays       | Position |
| ---------- | -------- |
| Autriche   | 9        |
| Belgique   | 4        |
| États-Unis | 13       |
| Finlande   | 16       |
| France     | 16       |
| Norvège    | 6        |
| Pays-Bas   | 9        |
| Suède      | 5        |
| Suisse     | 4        |